# Phần mềm tự do nguồn mở
Phần mềm tự do nguồn mở (Tiếng Anh: Free and open-source software (Viết tắt là F/OSS, FOSS) hoặc Free/Libre/open-source software (Viết tắt là FLOSS)) là loại phần mềm được bao gồm Phần mềm tự do và Phần mềm nguồn mở. Có nghĩa là phần mềm sẽ cung cấp bất cứ người dùng quyền được sử dụng, sao chép, thay đổi và chỉnh sửa phần mềm mà không bị giới hạn. Mã nguồn được chia sẻ công khai để mọi người có thể chỉnh sửa, cải tiến phần mềm theo cách tự nguyện và tự do. Điều này trái ngược với Phần mềm độc quyền, là các phần mềm được cấp phép bản quyền hạn chế và mã nguồn thường bị ẩn khỏi người dùng.
Trong bối cảnh từ "free" trong tiếng Anh bị lẫn lộn giữa "miễn phí" và "tự do", tổ chức Free Software Foundation (Viết tắt là FSF) - một tổ chức ủng hộ sáng kiến phần mềm nguồn mở - lưu ý rằng free hiểu theo nghĩa "tự do" (theo kiểu "độc lập - tự 
do - hạnh phúc") chứ không phải "miễn phí" (theo kiểu "miễn phí không mất tiền"), bởi "tự do" giá trị hơn "miễn phí".
FOSS là một thuật ngữ bao gồm bao gồm cả phần mềm tự do và phần mềm nguồn mở, mặc dù mô tả mô hình phát triển tương tự, nhưng khác nhau về văn hóa và triết lý sử dụng làm nền tảng. Phần mềm tự do tập trung vào triết lý về các quyền tự do mà nó mang lại cho người sử dụng, trong khi đó phần mềm nguồn mở tập trung vào các cảm nhận thế mạnh của mô hình phát triển ngang hàng của nó. FOSS là một thuật ngữ có thể được sử dụng mà không thiên vị đặc biệt đối với một trong hai cách tiếp cận chính.

## Tổng quan
"Phần mềm tự do nguồn mở" (FOSS) là một thuật ngữ về phần mềm bao hàm cho cả phần mềm tự do và phần mềm nguồn mở. FOSS (Phần mềm tự do nguồn mở) cho phép người dùng kiểm tra mã nguồn và cung cấp mức độ kiểm soát cao các chức năng của phần mềm so với phần mềm độc quyền. Thuật ngữ "Free Software" trong "Free and Open-source Software" không đề cập đến chi phí tiền tệ của phần mềm, mà là liệu giấy phép có duy trì quyền tự do cho người dùng (tự do như trong bài phát biểu về quyền tự do, chứ không phải như kiểu free beer là một dạng giả định FOSS ở thế giới thật). Có một số thuật ngữ và chữ viết tắt liên quan cho phần mềm tự do và nguồn mở (FOSS hoặc F/OSS), hoặc phần mềm tự do / giải phóng và nguồn mở (FLOSS hoặc F / LOSS, FLOSS là thuật ngữ ưa thích của FSF).
Mặc dù gần như có sự tương đồng hoàn toàn giữa giấy phép phần mềm tự do và giấy phép phần mềm nguồn mở, có một sự bất đồng triết lý mạnh mẽ giữa những người ủng hộ hai thuật ngữ này. Thuật ngữ của FLOSS hoặc "Phần mềm tự do nguồn mở" được tạo ra để trung lập với những bất đồng về triết học giữa Free Software Foundation (FSF) và Open Source Initiative (OSI) và để có một thuật ngữ thống nhất và duy nhất có thể đề cập cả hai khái niệm.
Theo lời giải thích của Tổ chức Phần mềm Tự do (FSF) về sự khác biệt về triết lý giữa hai thuật ngữ phần mềm tự do và phần mềm nguồn mở: "Hai thuật ngữ mô tả gần như cùng một loại phần mềm, nhưng chúng đại diện cho các quan điểm dựa trên các giá trị khác nhau cơ bản. Nguồn mở là một phương pháp phát triển phần mềm, còn phần mềm tự do là một phong trào xã hội. Đối với phong trào phần mềm tự do, phần mềm tự do là sự bắt buộc về mặt đạo đức, tôn trọng thiết yếu cho sự tự do của người dùng. Ngược lại, triết lý về nguồn mở xem xét các vấn đề về cách tạo ra phần mềm sao cho tốt hơn - chỉ theo mặt  kỹ thuật.". Song song với điều này, Sáng kiến nguồn mở (OSI) coi nhiều giấy phép phần mềm tự do cũng là nguồn mở. Chúng bao gồm các phiên bản mới nhất của ba giấy phép chính của FSF: GPL, Giấy phép công cộng chung ít hơn (LGPL) và Giấy phép công cộng chung GNU Affero (AGPL).

### Phần mềm tự do
Theo định nghĩa phần mềm tự do của Richard Stallman, được thông qua bởi Tổ chức Phần mềm Tự do (FSF), định nghĩa "free software" theo mặt quyền tự do chứ không phải chi phí của phần mềm, và nó duy trì được Bốn quyền Tự do thiết yếu của phần mềm tự do. Ấn bản được biết đến sớm nhất về định nghĩa về ý tưởng phần mềm tự do của ông là trong ấn bản Bản tin GNU tháng 2 năm 1986 của FSF mà giờ đã ngừng xuất bản. Nguồn chuẩn cho tài liệu này nằm trong phần triết lý của trang web dự án GNU. Tính đến tháng 11 năm 2019, nó được xuất bản sang 42 ngôn ngữ và chưa có Tiếng Việt.

### Bốn quyền Tự do thiết yếu của phần mềm tự do[1]
Để đáp ứng định nghĩa về "phần mềm tự do", FSF yêu cầu giấy phép của phần mềm phải tôn trọng quyền tự do dân sự / quyền con người của cái mà FSF gọi là "Bốn quyền tự do thiết yếu" của người dùng phần mềm.
- Tự do sử dụng chương trình như bạn muốn, cho bất kỳ mục đích nào.
- Tự do nghiên cứu cách chương trình hoạt động và thay đổi chương trình theo bất kỳ mục đích nào. Truy cập vào mã nguồn là điều kiện tiên quyết cho việc này.
- Tự do phân phối lại các bản sao để có thể giúp đỡ người khác.
- Tự do phân phối các bản sao của các phiên bản sửa đổi của cá nhân cho người khác.